# نبرد گجستان
جنگ گجستان (به لری:جَرَ تنگَ گجسّو)از ۲۱ فروردین تا ۱ اردیبهشت ۱۳۴۲ به دنبال نارضایتی لرها از سیاست‌های استعماری شاهنشاهی پهلوی بر علیه مردم لر، رخ داد. و شاهنشاهی پهلوی اصلاحات اراضی بهانه لشکرکشی به تنگ گجستان واقع در شهرستان رستم کرد این جنگ که یک سر آن شاهنشاهی پهلوی و سر دیگر آن لرهای جنوب یعنی لرهای بویراحمدی،ممسنی،کوهمره‌ای و... به علاوههٔ ترک‌های قشقایی بودند.

## پیشینه
پس از کودتای ۲۸ مرداد و سقوط دولت محمد مصدق عشایر نیز همانند دیگر مخالفان حکومت سرکوب شدند. در نیمهٔ دوم سال ۱۳۴۱ و به دنبال اختلاف آشکار گروه‌های مذهبی و سیاسی با شاه و حکومت، اختلافات عشایر و حکومت مرکزی به قیامی مسلحانه مبدل شد. در دههٔ آخر آبان ۱۳۴۱ واقعه مشکوکی در تنگاب فیروزآباد فارس رخ داد. عصر دوشنبه ۲۱ آبان ۱۳۴۱ در یک راه‌بندی، مسئول اصلاحات ارضی فیروزآباد کشته شد و به دنبال آن حکومت پهلوی تبلیغات خود را علیه عشایر آغاز کرد.
به دنبال این ماجرا، عشایر فارس به‌خصوص عشایر قشقایی و سرخی تحت فشار قرار گرفتند و بسیاری به اتهام مشارکت در قتل، دستگیر و شکنجه شدند. در رسانه‌های ملی، متهمان اصلی واقعه فیروزآباد، عشایر منطقه به ویژه سران و بزرگان آن قلمداد شدند. شاه در ۵ دی ۱۳۴۱ وارد شیراز شد و دستور خلع سلاح عشایر را صادر کرد.

### تبعید بزرگان و سران منطقه به تهران
فشار نظامیان بر عشایر به تدریج منجر به مقاومت مسلحانه شد و در کوهمره سرخی هسته مقاومتی به رهبری حبیب‌الله شهبازی شکل گرفت. از سوی دیگر حکومت به اجبار عبدالله‌خان ضرغام‌پور از خوانین مشهور جنوب و ایل بویراحمدی را در آذر ۱۳۴۱ راهی تهران کرد.
در خلال آشوب و پریشانی پایتخت، خوانین بویراحمدی از مرکز خارج شدند و با حضور در منطقه به تشکیل جلسات خصوصی و عمومی پرداختند و در توصیف وقایع پایتخت و نابسامانی اوضاع حکومت سخن گفتند. به تدریج بیشتر سران و بزرگان بویراحمدی، موافقت خود را نسبت به تخاصم و مخالفت با حکومت پهلوی ابراز داشتند. تجمع مردان بویراحمدی در محل سکونت عبدالله خان، تهدیدی برای نظامیان منطقه بود. در نیمه اول اسفند ۱۳۴۱ عشایر سرخی و قشقایی در کوهمره سرخی فارس به پاسگاهی در دادنجان یورش بردند و ضمن خلع سلاح و تسخیر پاسگاه، قیام خود را آغاز کردند. سپس یک ستون نظامی که وارد منطقه شده بود را برای سه روز محاصره کردند و هر چقدر فرماندهان و سربازان درخواست صلح کردند نیروهای فئودالی نپذیرفتند و بیشتر آنها را کشتند.

### بمباران منطقه
چند روز بعد، هواپیماهای جنگی، به تجمع بویراحمدی‌ها یورش بردند و آغازگر نبرد تازه‌ای با آنها شدند. بویراحمدی‌ها شب هنگام به عده‌ای از ژاندارم‌های مستقر در ده توت نده حمله کردند و با قتل و مجروح نمودن برخی از آنها، به تقابل با حکومت پرداختند.
پس از حادثه توت نده، بویراحمدی‌ها دو دسته شدند تا در منطقه مربوط به خود با نظامیان مبارزه کنند. شدت حملات هوایی حکومت و در تنگنا قرار گرفتن عامه محل، مجال چندانی برای عرض اندام جنگجویان بویراحمدی باقی نگذاشت و خیلی زود مناطق بویراحمد سفلی و علیا به تصرف نظامیان درآمد. بخشی از بویراحمدی‌ها با حضور در منطقه ممسنی در حوزه گرمسیر فعالیت چشمگیرتری بروز دادند و عاقبت با کمک عده‌ای از انصاری‌های ممسنی، در فروردین ۱۳۴۲ جنگ «گجستان» رخ داد. در این نبرد، یک ستون نظامی ارتش توسط عشایر شکست خورد و صدها تن از آنان مقتول، مجروح، تسلیم، و خلع سلاح شدند. دو روز پس از جنگ گجستان، بمباران متوالی مناطق وسیعی در بویراحمدی و ممسنی آغاز گشت و عملاً جنگجویان را زمین‌گیر نمود. در شهریور ۱۴۰۳ در پی حفاری برای لوله‌کشی گاز یک بمب به جا مانده از نبرد گجستان در روستای امیرایوب رستم پیدا شد.

### دستگیری و قتل بزرگان و سران منطقه
این بمباران‌ها بیش از یک ماه طول کشید و عشایر رزمنده و عادی را به ستوه آورد. اقدامات بعدی حکومت، تفرقه و اختلاف‌افکنی میان عشایر بود که با شیوه‌های مختلف اجرا شد. نیروهای دولتی دسته‌ای از کدخدایان و بزرگان بویراحمدی را با تهدید و تطمیع، چریک دولتی نمودند و توانستند سران اصلی قیام عشایر را مقتول، منکوب یا تسلیم کنند. حبیب‌الله شهبازی در اواخر اردیبهشت ۱۳۴۲ تسلیم شد. عبدالله خان ضرغام‌پور در ۱۸ خرداد ۱۳۴۲ به دست یکی از نوکرانش که از جانب خویشاوند و کدخدای مشهور، ملاولی پناهی تحریک و ترغیب شده بود به قتل رسید.
چند روز بعد چریک‌های طایفه تیرتاجیبویراحمدی که در خدمت حکومت قرار گرفته بودند، ناصرخان طاهری و همراهانش را محاصره و سرکوب نمودند.
حدود یک ماه بعد، ناصرخان که تنها مانده بود، به ناچار تسلیم شد. پس از خوانین مشهور بویراحمدی همه توجه حکومت و نظامیان و مأموران محلی او متوجه نابودی یا دستگیری ملاغلامحسین سیاه‌پور جلیل و دسته متحد او شد؛ زیرا همین دسته حادثه گجستان را آفریده و ضربه سختی بر حکومت پهلوی وارد آورده بود.

## ملاغلامحسین سیاه پور رهبر قیام
ملاغلامحسین سیاه پور رهبر قیام عشایر بویراحمدی در سال ۱۳۴۲ علیه شاه بود. وی مجوز جهاد را از سید عبدالحسین دستغیب که با واسطه با سید روح‌الله خمینی رابطه داشت، گرفته بود و مبارزه خود را آغاز کرد. گروه ملاغلامحسین سیاهپور تا یکسال مقاومت کردند. در نهایت حکومت با محاصرهٔ طایفه جلیل که منسوب به ملاغلامحسین سیاهپور بود، موفق به دستگیری وی شد.

## تلاش‌های سرلشکر اردوبادی برای ختم غائله
سرلشکر منصور اردوبادی از فرماندهان ارتش ایران در دوره پهلوی بود. او در زمان سلطنت رضاشاه، در دانشکده افسری با محمدرضا پهلوی همدوره بود و پس از رسیدن محمدرضاشاه به پادشاهی، یکی از آجودان‌های مخصوص وی به‌شمار می‌رفت. به گونه‌ای که می‌توانست بدون هماهنگی وارد دفتر شاه شود. وی در ماجرای قیام عشایر بویراحمدی در ابتدای سال ۱۳۴۲ نقش محوری در پایان یافتن غائله داشت. اما بعد از واقعه شخص شاه به وی خیانت کرد. زمانی که شاه از سرکوب عشایر مستاصل شد، سرلشکر اردوبادی را که از قبل رابطه خوبی با مردم آن منطقه داشت به عنوان مأمور ویژه برای پایان دادن به غائله به آن نقطه اعزام کرد. با میانجیگری سرلشکر اردوبادی، سیاهپور صلح را به خاطر امان‌نامه‌ای که تیمسار اردوبادی گرفته بود، پذیرفت. شاه اما خیانت کرد و سیاهپور را در ۱۹ دی ۱۳۴۲ اعدام کرد. اردوبادی نیز چند نوبت در دادگاه نظامی محاکمه و نهایتاً حصر شد.
ناصرخان طاهری، خداکرم فرزند عبدالله خان و جمعی دیگراز خوانین جنوب چون حبیب‌الله خان شهبازی، فتح‌الله خان حیات داودی، حسین قلی خان رستم ممسنی و فرزندش جعفرقلی خان هم در ۱۳ مهر ۱۳۴۳ تیرباران شدند. کردی انصاری که فرماندهی این جنگ را به عهده داشت فریب دولت را نخورد و تسلیم نشد. ولی چند سال بعد در کوهستان به وسیله یکی از آشنایانش کشته شد.